# Kleine Kösseine

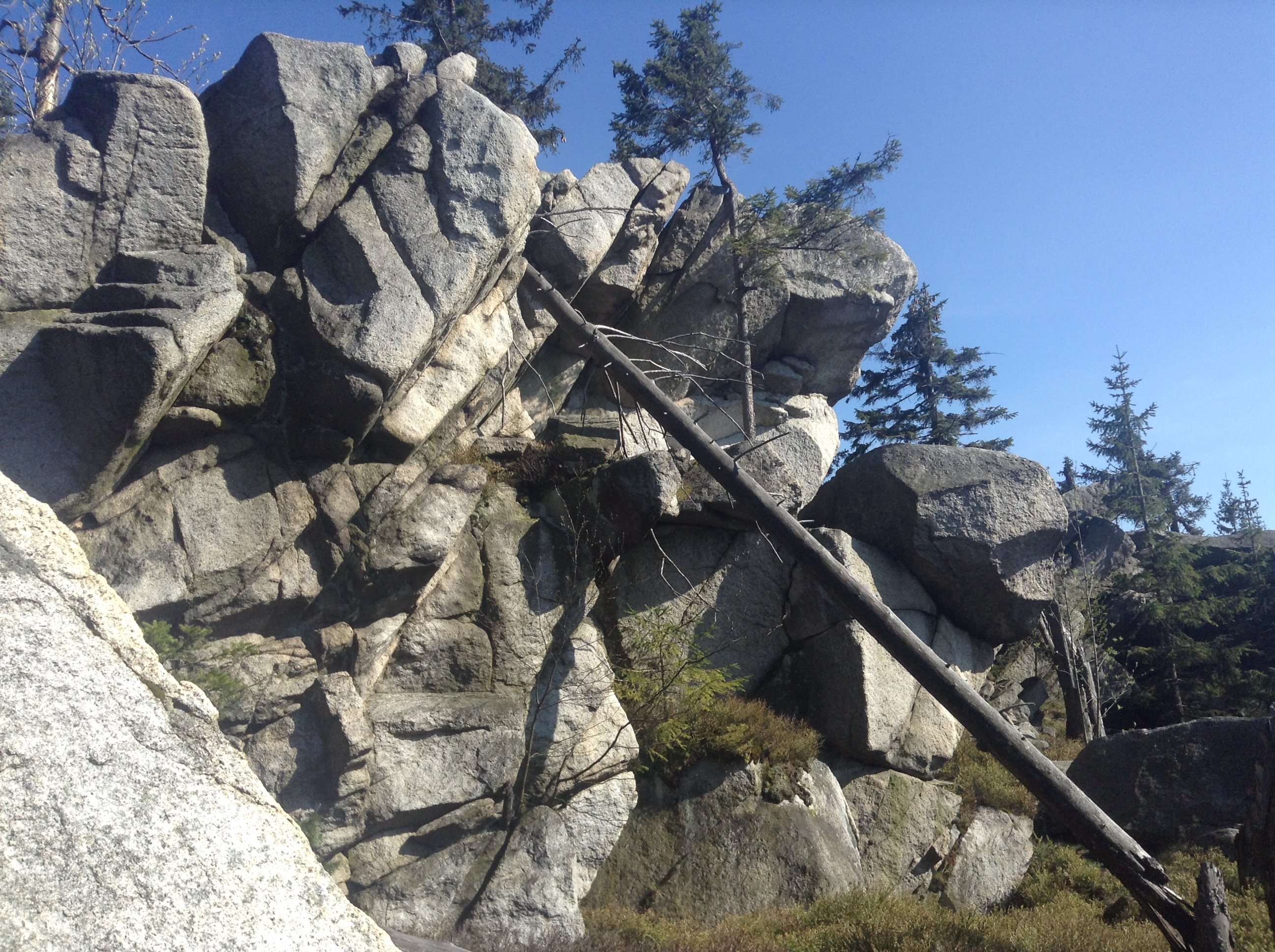
Nordseite des Gipfels der Kleinen Kösseine

Die Kleine Kösseine ist mit 922 m die zweithöchste Erhebung im Kösseinestock. Sie ist der östliche Bereich des Doppelgipfels der Kösseine im Hohen Fichtelgebirge.

## Geologie und Naturschutz
Auf der Kleinen Kösseine befinden sich Felsformationen in Form einer Felsburg mit Wollsackverwitterung und Blockhalde aus Kösseine-Randgranit G2K. Der Gipfelbereich ist als Naturdenkmal ausgewiesen und geschützt.